# Friedrich Wilhelm Bauer (Generalleutnant)

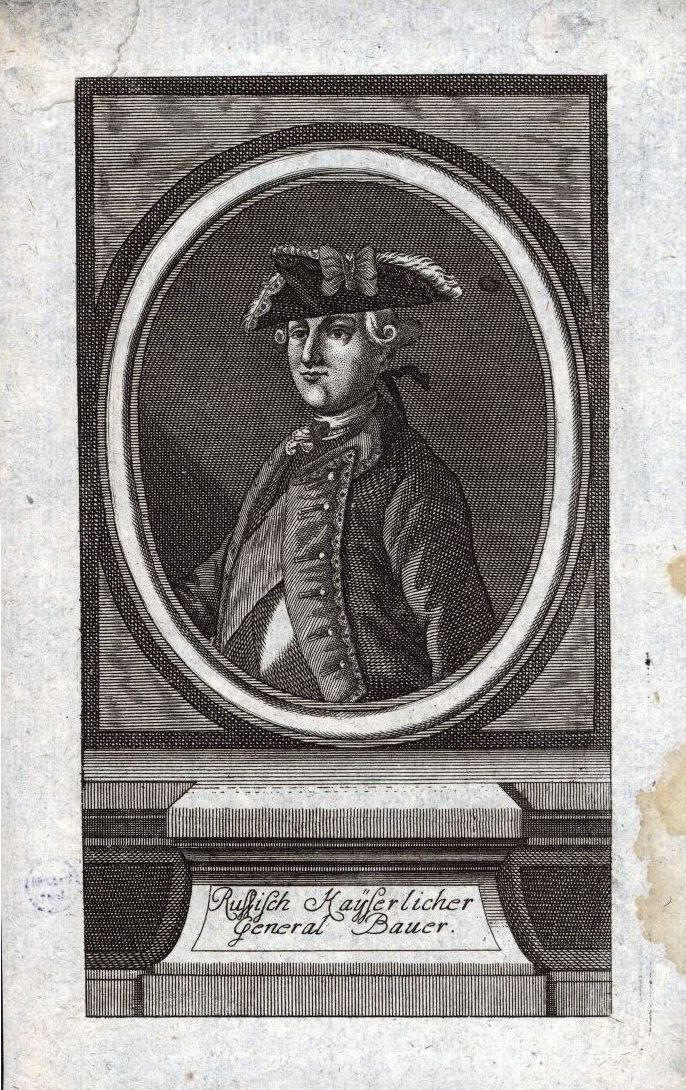
Friedrich Wilhelm Bauer

Friedrich Wilhelm Bauer (auch: Baur, Bawr, von Bauer; * 4. Januar 1731 in Bieber; † 15. Februar 1783 in St. Petersburg) war ein preußischer Freihusarenführer sowie russischer Generalquartiermeister, Generalleutnant, Kartograph und Baumeister.

## Leben
Sein Vater war der Oberförster Johann Valentin Bauer (1699–1763), seine Mutter Susanna Maria Michel, Tochter eines Händlers aus Hanau.
Schon in seiner Jugend wurden seine mathematischen Talente erkannt und so wurde er durch den hessischen Landgrafen Wilhelm VIII. gefördert. Er trat 1755 als Feuerwerker in die Armee ein und wurde mit einem Hilfskorps nach England geschickt. Als er nach zwei Jahren auf den Kontinent zurückkam, war er zum Stückjunker befördert worden. Er war Teil der alliierten Armee unter Ferdinand von Braunschweig-Wolfenbüttel am Beginn des Siebenjährigen Krieges. Schon bald fielen die Qualitäten des jungen Bauer auf und so wurde er rasch Hauptmann, Oberstleutnant, Generalquartiermeister und Generaladjutant des Generals. Der Chronist Jakob Mauvillon meint dazu, General Ferdinand von Braunschweig habe seine Armee nur mit Hilfe seiner Vertrauten Philipp von Westphalen und Bauer führen können.
Bereits 1758 organisierte Bauer das Pionierkorps der Armee. Zudem bekam er Geld, um 1759 ein Freihusarenkorps (Freikorps VI.) aufzustellen, das er zunächst auch selber führte, später aber an den nachmaligen General Friedrich Adolf Riedesel abgab.
1761 ging er in preußische Dienste. Bei der Belagerung von Ziegenhain wurde er verwundet und nach seiner Genesung wieder Generaladjutant. Nach dem Krieg 1763 wurde er entlassen und lebte eine Zeit lang auf seinem Landsitz bei Bockenheim (woher er das Geld nahm, es wird von 150.000 Talern geschrieben, war seinerzeit schon unklar). Er arbeitete seinerzeit mit Westphalen an der Dokumentation der Feldzüge (Geschichte der Feldzüge des Herzogs Ferdinand von Braunschweig-Lüneburg). 1769 wurde er von Katharina II. nach Russland geholt, dort tobte gerade der Russisch-Türkische Krieg (1768–1774), und so wurde Bauer zum russischen Generalmajor und Generalquartiermeister ernannt. Er wurde zunächst der Armee von Pjotr Alexandrowitsch Rumjanzew-Sadunaiski (Romanzoff) zugeteilt, der ihn zum Führer der Avantgarde machte. Zu seinen ersten Handlungen gehörte es, 1769 das erste brauchbare Kartenmaterial für die Moldaugegend zu erstellen.
Am 1. August 1770 kämpfte er in der Schlacht von Cahul, die mit einem entschiedenen russischen Sieg endete. Er wurde dafür mit dem St.-Annen-Orden und dem St.-Georgs-Orden ausgezeichnet. Im Winter arbeitete er an der Verbesserung der Salinen von Nowgorod. 1771 kam er zur Armee zurück. 1772 wurde er zum Generalquartiermeister en chef ernannt, erhielt den Oberbefehl über das unter seiner Aufsicht errichtete Pionierkorps und wurde zugleich zum Generaldirektor des Salinenwesens im russischen Reich ernannt. 1773 wurde er Generalleutnant und General-Ingenieur. Nach Ende des Krieges beschäftigte er sich mit zivilen Bauten. So verbesserte er Wasserleitungen und -bauten in Moskau und legte Häfen, Kanäle und Straßen an. Am 16. Oktober 1777 wurde Bauer Ritter des Alexander-Newski-Ordens. 1782 gründete er für den Wasserbau das „Hydraulische Korps“.
Kurz vor seinem Tod bekam er noch die Leitung des Deutschen Theaters in St. Petersburg, wo August von Kotzebue sein Sekretär war.

## Familie

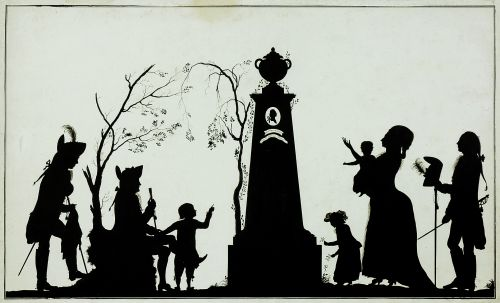
Die Familie des Friedrich Wilhelm von Bauer vor dessen Grabmonument, Schattenriss, Johann Friedrich Anthing zugeschrieben

Bauer war mit einer von Böhm verheiratet. Sie war die Witwe eines Obersts von Böhm. Nach ihrem Tod heiratete er 1778 eine andere Frau von Böhme, die Hofdame der Kaiserin war. Sie überlebte ihn. Sein Sohn Karl Friedrich Bauer (1762–1812) war russischer Generalleutnant. Er hatte zudem noch zwei Töchter.

## Werk
Von ihm ist das Werk „Mémoires historiques et geographiques et militaires sur la Valaquie“, erschienen 1778.
Nach seinen Plänen wurden die (Stein-)Häfen von St. Petersburg, Kronstadt und Riga gebaut. In St. Petersburg wurden noch die Werftanlagen, die Stadtbefestigung, das Bolschoi-Theater, der Katerina-Kanal (heute: Gribojedow-Kanal) befestigt und das Abwassersystem gebaut. Dazu die Uferbefestigungen des Fontanka und die Taitsky Wasserleitung, die Tsarskoe Selo versorgte. Dazu kommen noch zahlreiche Festungen im ganzen Reich.
- Théàtre de la guerre en Allemagne: entre la Grande Bretagne et la France depuis l’an 1757 jusqu'à l’an 1762. Schley, La Haye 1762–69 (Digitalisierte Ausgabe der Universitäts- und Landesbibliothek Düsseldorf)

### Bericht
Der Autor Heinrich Christoph von Reimers berichtet 1805 in dem Buch St. Petersburg am Ende seines ersten Jahrhunderts: mit Rückblicken auf Entstehung und Wachsthum dieser Residenz unter den verschiedenen Regierungen während dieses Zeitraums von verschiedenen Bauprojekten des Herren Bauer:
- S. 293: Bau von Straßen zu den Zarenpalästen durch Bauer; Textarchiv – Internet Archive.
- S. 303: Bau des Abwassersystems; Textarchiv – Internet Archive.
- S. 317: Bau der Uferbefestigung der Fontanka; Textarchiv – Internet Archive.
- S. 321: Bau der Werftanlagen; Textarchiv – Internet Archive.
- S. 340: Bau des Theaters; Textarchiv – Internet Archive.